# Dave Valentín
Dave Valentín (Nueva York, 29 de abril de 1952-Ibídem, 8 de marzo de 2017) fue un flautista de jazz estadounidense.
Aprendió a tocar percusión en la Escuela Secundaria de Música y Artes de Nueva York. Con su ingreso a la universidad cuando tenía 18 años, se interesó por la flauta, producto de una historia amorosa que no prosperó. También estudió saxofón, pero su profesor, Hubert Laws, le sugirió que redirigiera sus esfuerzos a trabajar con la flauta porque su sonido con ella era más atractivo. Estudió en el Bronx Community College y es de ascendencia puertorriqueña. 
Su primera presentación fue en 1977 con la banda de Ricardo Marrero. Los productores Dave Grusin y Larry Rosen lo descubrieron y firmó con ellos para la disquera GRP Records. 
Su estilo combina el pop y música brasileña con el Latin jazz y smooth jazz creando una forma de crossover jazz. En 2000, apareció en el filme documental Calle 54, tocando con Tito Puente. 
Hacia el 2000, cambió de productora  y firmó con Highnote Records lanzando los discos World On A String (2005) y Come Fly With Me (2006). Hizo varias colaboraciones con el pianista Bill O'Connell y fue nominado para los Latin Grammy Awards of 2006.
El flautista David Valentín falleció el 8 de marzo de 2017 a las 3:00 AM en el Throggs Neck Rehab & Care Facility del Bronx. Desde 2012, el músico confrontaba diversos problemas de salud. Sufrió ese año un derrame cerebral del que nunca se recuperó del todo. 